# Sahib Shihab
Sahib Shihab (rodným jménem Edmund Gregory; 23. června 1925 Savannah, Georgie, USA – 24. října 1989 Nashville, Tennessee, USA) byl americký jazzový saxofonista a flétnista. Svůj první koncert jako profesionální hudebník odehrál již ve svých třinácti letech – doprovázel klavíristu Luthera Hendersona a následně studoval hudbu na Bostonské konzervatoři. V letech 1944–1945 hrál v kapele Fletchera Hendersona. V roce 1947 konvertoval k Islámu a své dosavadní jméno Eddie Gregory si změnil na Sahib Shihab. Během své kariéry spolupracoval s mnoha dalšími hudebníky, mezi které patří John Coltrane, Randy Weston, Art Blakey, Quincy Jones, Dizzy Gillespie, Thelonious Monk a Donald Byrd.